# (48603) 1995 BC2
(48603) 1995 BC2 es un asteroide que forma parte de los asteroides Amor, descubierto el 30 de enero de 1995 por Takao Kobayashi desde el Observatorio de Ōizumi, Ōizumi, Japón.

## Designación y nombre
Designado provisionalmente como 1995 BC2.

## Características orbitales
1995 BC2 está situado a una distancia media del Sol de 1,918 ua, pudiendo alejarse hasta 2,742 ua y acercarse hasta 1,094 ua. Su excentricidad es 0,429 y la inclinación orbital 5,027 grados. Emplea 970 días en completar una órbita alrededor del Sol.

## Características físicas
La magnitud absoluta de 1995 BC2 es 17,6. Tiene 0,844 km de diámetro y su albedo se estima en 0,227. Está asignado al tipo espectral X según la clasificación SMASSII.